# Leptonychia banahaensis
Leptonychia banahaensis är en malvaväxtart som först beskrevs av Elm., och fick sitt nu gällande namn av Elmer Drew Merrill. Leptonychia banahaensis ingår i släktet Leptonychia och familjen malvaväxter. Utöver nominatformen finns också underarten L. b. papuana.